# حزام أدوات باتمان

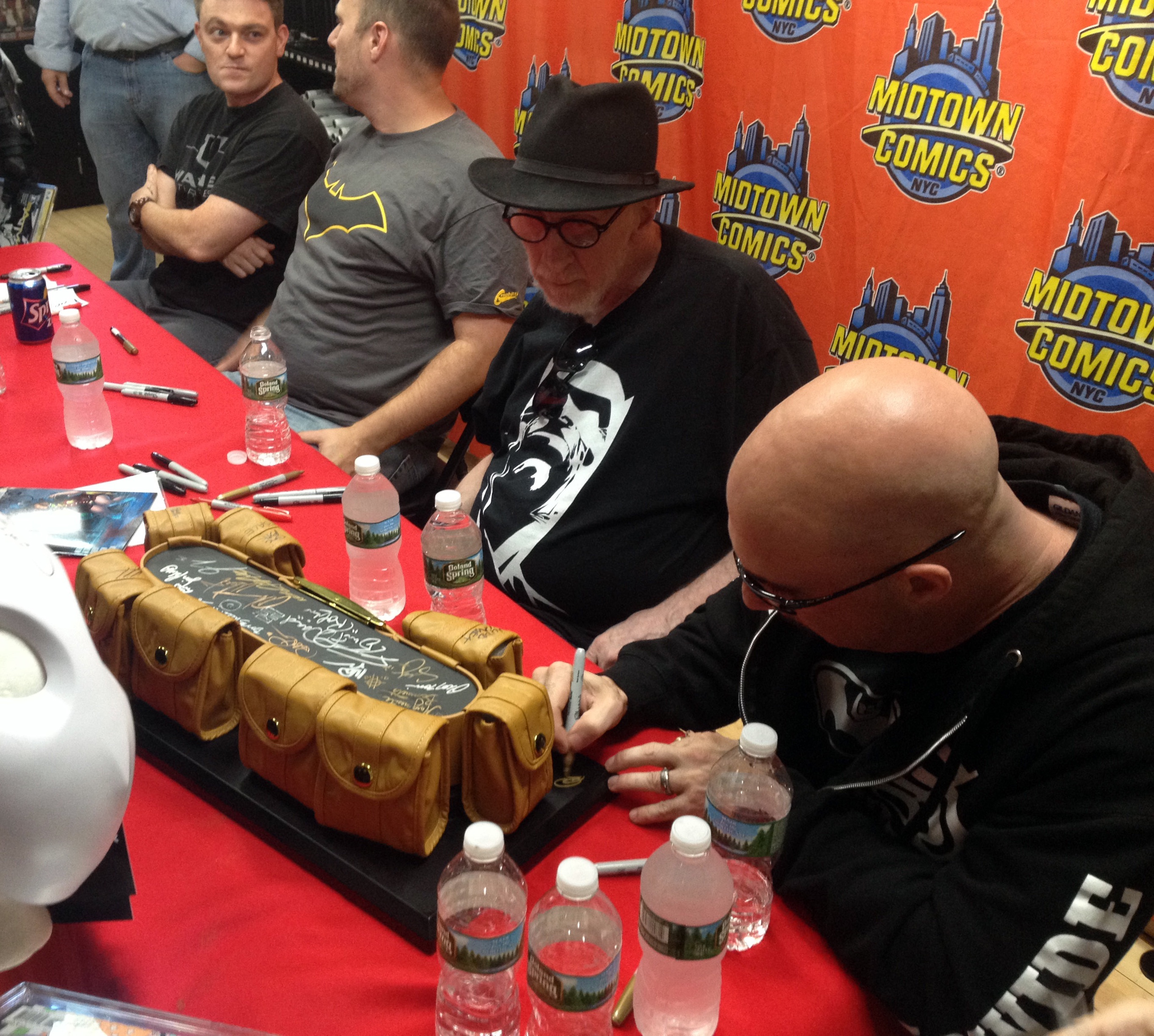

حزام أدوات باتمان هو سمة من سمات زي باتمان. يتم استخدام أحزمة مماثلة من قبل روبن، وفتاة الوطواط، وغيرهم من أعضاء عائلة الوطواط.

## التاريخ
مؤرخ باتمان ليه دانيلز يعزو بأن غاردنر فوكس، أول كاتب غير بيل فينغر يكتب مغامرات باتمان في ديتيكتيف كوميكس، مع إدخال مفهوم حزام الأدوات في ديتيكتيف كوميكس # 29 (يوليو 1939).[بحاجة لمصدر] في أول ظهور لحزام أدوات باتمان كان «يحتوي على قنابل غاز الأختناق.» بعد عددين ظهر حزام الأدوات لأول مرة، كما كتب فوكس أول لأسلحة الوطواط، عندما ظهرت الباتارانغ لأول مرة في قصة «باتمان ضد مصاصي الدماء» في ديتكتيف كومكس #31 (سبتمبر 1939).
حتى عام 1989، رسم معظم الفنانين حزام الأدوات كحزام أصفر بسيط مع مشبك وقنابل/أسطوانات حوله. في عام 1986، رسم فرانك ميلر حزام الأدوات مع جعب ذات الطراز العسكري في باتمان: عودة فارس الظلام سلسلة محدودة. تم أستخدام هذا الحزام مرة أخرى في باتمان: السنة الأولى ويستخدمه كل فنان تقريبًا في سلسلة باتمان: أساطير فارس الظلام سلسلة الكوميكس. في عام 2000، أصبحت الجعب سمة أساسية في حزام الأدوات.
تم إدخال مسدس الخُطَّاف، الذي يطلق حبل الوطواط (في السابق كان يجب أن يُلقى بشكل يدوي)، تم تقديمه لأول مرة في فيلم الحركة الحي لتيم برتون، باتمان 1989. ميزة واحدة تضاف إلى حزام الأدوات في الفيلم وتكملته عودة الرجل الوطواط، كان عبارة عن محركًا صغيرًا يقوم بنقل الأدوات من مؤخرة الحزام إلى الأمام مما يسمح لباتمان للوصول إلى أسلحته وأدواته بسهولة.

## الوصف
على الرغم من عدم وضوح مظهره على ما يبدو، فإن حزام الأدوات هو أحد أهم أدوات باتمان في مكافحة الجريمة. تتكون في المقام الأول من حزام ومشبك، ويتكون الحزام من عشرة جعب أو خراطيش أسطوانية متصلة في الجزء الخارجي من الحزام. يحتوي المشبك نفسه عادة على كاميرا مصغرة وجهاز تسجيل. وهناك حجرة ثانوية وراء الحزام الذي يوفّره باتمان لإمدادات الباتارانغ.
تحتوي الجعب أو الأسطوانات العشرة على أدوات متنوعة لا غنى عنها لحرب باتمان على الجريمة، حيث تكون الأسطوانات قابلة للتبادل مع بعضها البعض. على مر السنين، قام باتمان بتعديل محتويات حزامه لأستيعاب مختلف سيناريوهات مكافحة الجريمة.
تحتوي معظم إصدارات الحزام على ميزات أمان لمنع أي شخص آخر غير باتمان من فتحه. يبدو بأن الحزام قادر على صُعق أي شرير يلمسه. ويمكنه أيضًا إطلاق غاز الصعق لمنع التلاعب به. يتم إغلاق حجرات الحزام ولا يعرف سوى باتمان كيفية فتحها.

## المحتويات
تتضمن عناصر حزام الأدوات في بعض الأحيان، على سبيل المثال لا الحصر، ما يلي:
- الباتارانغ:[9] هذه هي أسلحة رمي مخصصة، على غرار شوريكين، قابلة للطي[10] بحيث يمكن أن يضع عدد كبير منهم داخل حزام أدوات باتمان. هناك العديد من الأنواع الخاصة من الباتارانغ، جانبا من النوع العادي. الباتارانغ المتفجرة تنفجر بمجرد ضرب الهدف.[11] الباتارانغ الكهربائية تصدر صدمات كهربائية قوية على كل ما تلمسه. هذه الباتارانغ يمكن أن تشل الأعداء أو لأجهاد الأجهزة الإلكترونية.[12] باتارانغ التحكم عن بعد التي يتم التحكم فيها باتمان عن بعد بتوجيه الباتارانغ بالكامل عبر جهاز تحكم عن بعد. هذه الباتارانغ لديها كاميرات فيها بحيث يمكن لباتمان أن يرى إلى أين تذهب.[13]
- خط الوطواط/حبل الوطواط/مخلب الوطواط/خطاف الوطواط:[14][15][16][17][18][19] خطاف يدوي يقذف مخلب على سلك عالي الشد قابل للسحب، والذي يمسك بسطح ما. ثم، يسحب هذا الحبل باتمان إلى هدفه. تمت ترقيته في وقت لاحق تطلقه عالياً في الهواء فوق نقطة الهدف إذا كان يرغب (حتى يمكن لباتمان أن ينزلق من هناك). كما يمكن للخطاف أن يسحب الجدران ويمسك الأعداء ويسحبهم إليه، [11] سحب أسلحة الأعداء مباشرة من أيديهم.[20] يتم تثبيت الخطاف على الحزام مغناطيسياً بدلاً من أحتوائه في الحزام. وقد تم تصويره على أنه حبل أمساك محمول يتم إلقائه يدويًا على سطح أعلى أو نقطة ما ليتسلق إلى المنطقة المستهدفة. ومع ذلك، في التجسيدات الحديثة، يتكون عتاد الخطاف الكلي الخاص به من جهاز إطلاق يشبه السلاح الذي يطلق الحبل لسحب باتمان نحو منطقته المستهدفة أو لسحب هدف ما نحو باتمان. ظهرت بندقية خطاف مشابهة للبنادق في فيلم فرانك ميلر باتمان: عودة فارس الظلام #1. ومع ذلك، ظهر الآن إصدار يدوي قياسي من بندقية خطاف باتمان لأول مرة في فيلم باتمان 1989. أستبدلت تدريجياً بالباتارانغ و حبل من الكوميكس بعد أن قدم الفنان نورم بريفوغل البندقية في باتمان #458 في كانون الثاني / يناير 1991. أصبحت هذه الأداة المعيار في سلسلة الرسوم المتحركة اللاحقة، والقصص المصورة، والأفلام، وألعاب الفيديو مثل باتمان: مصحة آركام و باتمان: مدينة آركام تم تقديم إصدار أكثر تطوراً يسمى "Grapnel" والذي يمكن أستخدامه لإطلاق باتمان في الهواء للأنزلاق باستخدام الطاقة الحركية.
- منظم التشفير:[21] مع هذا الجهاز الشبيه بالحاسوب، يمكن لباتمان أختراق أنظمة الحاسوب، وترددات الاتصالات، إلخ.
- بولاس:[22] تُلقى حول أقدام أعداء باتمان لربطهم بحبل مركب من النايلون. غالباً ما تستخدم على الخصوم الهاربة. مع الضغط على زر في قفاز باتمان يمكن أن تؤدي إلى صدمة كهربائية.
- كشاف:[23] تستخدم لتتبع الأعداء الذين لا يمكن لباتمان متابعتهم عن كثب. كما أنها تعمل كأجهزة أستماع مصغرة للأستماع إلى المحادثات من بعيد. يُطلق أحياناً من مسدس معدل.
- قنابل دخانية:[24] يمكنها نشر كميات كبيرة من الدخان عن طريق رمي أو فتح هذه القنابل شبه الكروية الصلبة المقواة. غالبًا ما يتم أستخدامها لتوفير غطاء لمخارج ومداخل باتمان خلسة وبسرعة. يمكن للعدسات في قلنسوة باتمان أن ترى بشكل كامل من خلال الدخان.[13]
- قنابل الغاز:[13] على غرار قنابل الدخان، تستخدم قنابل الغاز لتعجيز المعارضين. ونتشر الغاز المسيل للدموع والمخدر والعصبي، وجعل الأعداء يتقيؤون عن طريق فتح الكبسولات. يسمح مرشح الغاز الموجود في قطعة الأنف الموجودة في القلنسوة لباتمان بأن يكون حول الغاز دون أن يصاب بأذى.[25]
- قاذف الحبال:[26] جهاز يطلق حبل فولاذي في كلا الأتجاهين مما يجعله حبل نقل أو حبل مشدود للمشي عليه. شوهد في باتمان 1989, عودة الرجل الوطواط, وباتمان: مصحة آركام, وباتمان: مدينة آركام، وباتمان: فارس آركام.
- بندقية التخدير:[27][28] تقوم هذه البندقية القابلة للطي بإطلاق السهام التي يتم تزويدها بمخدر سريع المفعول أو عوامل شلل أو مواد كيميائية/أدوية أخرى.
- كريات الغراء:[29] كرات صغيرة مستديرة من الغراء اللاصق. يتم أستخدامها لوضع الأعداء في مادة لاصقة. يمكن رمي الكريات أو إطلاقها بواسطة مسدس صغير. شوهدت في سوبرمان/باتمان: أعداء الجميع، وباتمان: أصول آركام، وسلسلة الويب بنات غوثام.[30]
- قفل أختيار: يتم أستخدام هذه الأداة للهروب من الأصفاد والوصول إلى الغرف المقفلة. ونادراً ما يتم الأحتفاظ بها في حزام الأدوات، في كثير من الأحيان تكون في إحدى قفازات باتمان.
- ريبريثر:[31] يسمح هذا الجهاز الأسطواني لباتمان بالتنفس تحت الماء أو في بيئة قليلة الأوكسجين. وهي صغيرة جدًا بحيث تتناسب بسهولة في حزام الأدوات. الوقت القياسي لها 2.5 ساعة من الأوكسجين.[32]
- ليزر:[33][34] ليزر مصغر قوي يستخدم كأداة قطع.
- قنابل يدوية: غالباً ما تُستخدم هذه المتفجرات الصغيرة لهدم الجدران.
- قنابل موقوتة:[35] هي المتفجرات مؤقتة قوية، تستخدم لتدمير المركبات أو تفجير الجدران الخرسانية المسلحة.
- هلام متفجر:[36] مادة تشبه الرغوة يمكن تفجيرها عن بعد. وهو موجود في جهاز رش يعمل أيضًا كمفجر.
- قنابل حرارية: حارقة تُستخدم للحرق[37] من خلال العقبات. الحرائق التي تنتجها هذه القنابل تغذيها الثرمايت، وبالتالي من المستحيل إطفائها، وتحترق أكثر من ثلاثة أضعاف درجة حرارة الأنصهار. في باتمان: السنة الأولى، تشتعل الشحنة الحرارية عن طريق الخطأ وتدمر حزام الأدوات.
- نابالم:[38] يتم الأحتفاظ بهذا الجل الحارق في حزم حساسة. وبمجرد إلقائها أو كسرها، تقوم الحزم بإطلاق هلام النابالم، الذي يلتصق بكل ما يلامسه على الفور. ويظهر في فيلم عودة الرجل الوطواط.
- صعاقة:[39] يستخدمها باتمان لصعقة أعدائه بالصدمة الكهربائية لشلهم مؤقتا.
- الشحنة الكهربائية عن بعد: هذه البندقية القابلة للطي الصغيرة تطلق رصاصات قوية من شحنة كهربائية عالية. يتم أستخدامها لتعجيز الأعداء عن بعد أو أفساد الأجهزة الإلكترونية عن طريق زيادة الجهد. وتظهر في لعبة الفيديو باتمان: مدينة آركام، و باتمان: فارس آركام.
- كريات صاعقة:[40][41] تبعث ضوء ساطع وصوت عالي يعمي ويبكم الأعداء. ومع ذلك، فإن التأثير يتلاشى في بضع دقائق. لا يتأثر باتمان بهذه بسبب عدسات القلنسوة وأنظمة تخفيف الصوت.[42]
- نبضة كهرومغناطيسية:[43] تستخدم لتعطيل أي معدات كهربائية.
- معطلة:[21] يمكن لمعطلة باتمان تعطيل الأسلحة النارية عن بُعد وتعطيل المواد المتفجرة عن بُعد.
- مخلب تحكم عن بعد:[44] مُصادرة من ديثستروك، يتم أستخدام هذه الأداة لجمع شيئين وسحبهما معًا. وهو يعمل عن طريق إطلاق قذيفة خارجاً على أي كائن. ثم تطلق القذيفة مخلبًا مرتبطًا بحبل يعلق بجسم ثانٍ. بمجرد أن يتم توصيل كل منهما، يتم سحبهما معًا. بأستطاعة باتمان أستخدام هذا في ضرب الأعداء ببعض، أو إلقاء أشياء ثقيلة على الأعداء، أو رفع الأجسام. شوهدت في لعبة الفيديو باتمان: أصول آركام.
- أشارة الوطواط الموجات فوق الصوتية:[13] يصدر هذا الجهاز موجات صوتية تجذب الآلاف من الخفافيش إلى موقع باتمان. تحتشد الخفافيش حوله، مما يؤدي إلى تمويه، وكذلك مهاجمة المهاجمين في بعض الأحيان وتعزيز فكرة أن باتمان هو كيان خارق للطبيعة. وعادة ما يتم الأحتفاظ بها في كعب الحذاء بدلاً من حزام الأدوات. شوهدت في باتمان: السنة الأولى و بداية باتمان.
- سلاح صوتي: هذا الجهاز الصغير، عندما يتم تفعيله، يطلق موجات صوتية عالية الطاقة يمكنها تحطيم الزجاج وتعجيز الأعداء، مما تجعلهم يتضورون العذاب. مداها بضع مئات من الأقدام. أنظمة تثبيط الصوت المدمجة في قلنسوة باتمان تحول به دون تأثر. شوهدت في باتمان مسلسل رسوم متحركة و الظلم: الآلهة بيننا.[36] نادراً ما يتم الأحتفاظ بهذا الجهاز في حزام الأدوات. بدلاً من ذلك، يتم الأحتفاظ بها في إحدى القفازات.
- قنابل تجميد:[45] مبنية على التكنولوجيا التي صنعها مستر فريز، فإن هذه القنابل تعمد إلى أحتواء أي شيء في دائرتها إلى كتلة من الجليد. فهي مفيدة لتجميد الأعداء لتعجيزهم، وكذلك تجمد المياه لإنشاء منصات جليد للمشي عليها. شوهدت في لعبة الفيديو باتمان: مدينة آركامو باتمان: فارس آركام.
- كريبتونيت:[10] يحتفظ باتمان بقطعة كريبتونيت (في بعض القصص، خاتمًا به جوهرة كريبتونيت) في حزامه في جعبة مبطنة بالرصاص من أجل هزيمة أي كائن كريبتونيت معادِ. في فرقة العدالة المسلسل التلفزيوني باتمان يدعوه بكريبتونيت الـ«التأمين»، ولكن في أستمرارية المسلسل سوبرمان بنفسه يعطي الكريبتونيت له، كدليل على الثقة.

## وصلات خارجية
- خارقة الأدوات مثل الآلة السابقين الإله
- فائدة حزام الحيوية
- IGN: القدس بات الأدوات!